# Raymond (Cher)
Raymond település Franciaországban, Cher megyében. Lakosainak száma 175 fő (2022. január 1.). Raymond Bengy-sur-Craon, Cornusse, Jussy-Champagne és Osmery községekkel határos.

## Népesség
A település népessége az elmúlt években az alábbi módon változott:
| Lakosok száma | 199  | 177  | 162  | 194  | 213  | 209  | 199  | 179  | 177  | 175  |
|               | 1968 | 1982 | 1990 | 2006 | 2013 | 2015 | 2017 | 2019 | 2020 | 2022 |